# Agnès Souret
Agnès Souret (Bayona, 21 de enero de 1902 - 30 de septiembre de 1928) fue una actriz y bailarina francesa que ganó el concurso de belleza nacional Miss Francia en 1920.

## Biografía
Jeanne Germaine Berthe Agnès Souret era de origen franco-vasca y nació en Bayona el 21 de enero de 1902, siendo hija de la ex bailarina Marguerite Souret. Su abuelo fue Henri Souret, quién trabajaba como funcionario de aduanas en la localidad de Bidarray. Sus años de crianza los pasó en Espelette en Labourd, País Vasco Norte.[cita requerida]

## La plus belle femme de France
En 1919, Souret, que tenía el cabello castaño oscuro y los ojos marrones, fue la ganadora en un concurso de belleza para convertirse en Miss Midi-Pyrénées. En 1920, fue aclamada como la mujer más bella de Francia (La plus belle femme de France) en un concurso que actualmente se considera el concurso de belleza nacional Miss Francia. Souret, quién tenía 17 años, se impuso entre más de 2000 participantes, recibiendo 115.000 votos. En Le Figaro, fue descrita como una "belleza deslumbrante". En The New York Times, fue llamada "la mujer mas bella de Francia".

## Carrera
El éxito de Souret en los concursos de belleza y la publicidad hicieron que se convirtiera durante unos años una de las mujeres más célebres de Francia. Su fotografía se difundió ampliamente en diarios y revistas.
Los detalles sobre su vida eran habituales en las columnas de los chismes a principios de la década de 1920. Hizo una aparición interpretando el papel de una bailarina en el famoso musical de París Folies Bergère y en la Ópera de Montecarlo. Participó en dos películas dirigidas por Henry Houry: La Maison des pendus y Le Lys du Mont Saint-Michel.
Su éxito se extendió más allá de Francia al Reino Unido después de que en 1922, apareció en la revista Pins and Needles en el Gaiety Theatre en el West End en Londres. Estando en Londres, fue invitada, junto con Margaret Leahy y Katherine Campbell, por el director de cine Edward José y el productor Joseph M. Schenck a una audición para aparecer en películas en Hollywood viajando a Estados Unidos a finales de 1922. Aunque sus pruebas cinematográficas no parecen haber podido protagonizar un papel, se había notado su belleza. Su libro, The Famous Book of Beauty Secrets, fue publicado por Chicago Mail Order Company en 1922.

## Muerte
Agnès Souret murió debido a una peritonitis el 30 de septiembre de 1928, a los 26 años, mientras realizaba una gira por Argentina. Para asegurarse de que su cuerpo fuera repatriado a Francia, la madre de Souret, Marguerite, recaudó dinero vendiendo varios de sus bienes, incluyendo su casa en Espelette. Agnès Souret fue enterrada en su pueblo natal del País Vasco Norte en una tumba que presenta una escultura de Lucien Danglade.

## Filmografía
- 1920 Le Lys du Mont Saint-Michel
- 1921 La Maison des pendus